# 효정중학교
효정중학교(孝亭中學校)는 대한민국 울산광역시 북구 양정동에 위치한 공립 중학교이다.

## 학교 연혁
- 1988년 1월 13일 : 양정중학교 설립인가(7학급)
- 1992년 2월 27일 : 효문중학교 설립인가(12학급)
- 2000년 3월 1일 : 양정중ㆍ효문중 통합, 효정중학교로 교명 변경
- 2021년 9월 1일 : 제22대 이갑이 교장 취임
- 2023년 1월 6일 : 제33회 졸업식(183명, 졸업생 누계 14,260명)
- 2023년 3월 2일 : 제36회 입학식(7학급 174명)

## 참고 자료
- 효정중학교 - 한국교육학술정보원 학교알리미